# 在日チュニジア人
在日チュニジア人（ざいにちチュニジアじん、アラビア語: تونسيون في اليابان）は、日本に一定期間在住するチュニジア国籍の人々である。

## 統計
日本の法務省の在留外国人統計によると、2023年12月末時点で在日チュニジア人は796人である。
在留資格別（5位まで）
| 順位 | 在留資格                 | 人数 |
| ---- | ------------------------ | ---- |
| 1    | 日本人の配偶者等         | 188  |
| 2    | 永住者                   | 159  |
| 3    | 家族滞在                 | 122  |
| 4    | 技術・人文知識・国際業務 | 78   |
| 5    | 留学                     | 63   |

都道府県別（4位まで）
| 順位 | 都道府県 | 人数 |
| ---- | -------- | ---- |
| 1    | 東京     | 272  |
| 2    | 神奈川   | 95   |
| 3    | 大阪     | 79   |
| 4    | 埼玉     | 61   |